# جایزه بهترین فیلم اروپایی از نگاه تماشاگران
جایزه بهترین فیلم اروپایی از نگاه تماشاگران یکی از بخش‌های جوایز فیلم اروپا است که از سال ۱۹۹۷ هر سال به فیلمِ برگزیدهٔ مردم داده می‌شود.
پدرو آلمودوار با سه بار بردنِ این جایزه، رکورددار است.

## دهه ۱۹۹۰
| سال  | فیلم                 | کارگردان      | کشور     |
| ---- | -------------------- | ------------- | -------- |
| ۱۹۹۷ | فول مانتی            | پیتر کاتانیو  | بریتانیا |
| ۱۹۹۸ | گودزیلا              | رولند امریش   | آلمان    |
| ۱۹۹۹ | همه چیز درباره مادرم | پدرو آلمودوار | اسپانیا  |

## دهه ۲۰۰۰
| سال  | فیلم                                 | کارگردان                  | کشور                                                                |
| ---- | ------------------------------------ | ------------------------- | ------------------------------------------------------------------- |
| ۲۰۰۰ | رقصنده در تاریکی                     | لارس فون تریر             | دانمارک                                                             |
| ۲۰۰۱ | سرنوشت شگفت‌انگیز املی پولن           | ژان-پیر ژونه              | فرانسه                                                              |
| ۲۰۰۱ | اتاق پسر                             | نانی مورتی                | ایتالیا                                                             |
| ۲۰۰۱ | خاطرات بریجت جونز                    | شارون مگوایر              | بریتانیا                                                            |
| ۲۰۰۱ | شکلات                                | لاسه هالستروم             | بریتانیا و آمریکا                                                   |
| ۲۰۰۱ | دشمن پشت دروازه‌ها                    | ژان-ژاک آنو               | فرانسه، آلمان، بریتانیا، ایرلند، آمریکا                             |
| ۲۰۰۱ | آزمایش                               | الیور هیرشبیگل            | آلمان                                                               |
| ۲۰۰۱ | هانیبال                              | ریدلی اسکات               | آمریکا                                                              |
| ۲۰۰۱ | نزدیکی                               | پاتریس شرو                | فرانسه، آلمان، بریتانیا، اسپانیا                                    |
| ۲۰۰۱ | زبان ایتالیایی برای مبتدی‌ها          | لونه شرفیگ                | دانمارک، سوئد                                                       |
| ۲۰۰۱ | معلم پیانو                           | میشائل هانکه              | فرانسه، اتریش، آلمان                                                |
| ۲۰۰۱ | رودهای قرمز                          | متیو کاسوویتس             | فرانسه                                                              |
| ۲۰۰۱ | برادری گرگ                           | کریستف گان                | فرانسه                                                              |
| ۲۰۰۱ | Torrente 2: Misión en Marbella       | سانتیاگو سگورا            | اسپانیا                                                             |
| ۲۰۰۱ | مالنا                                | جوزپه تورناتوره           | ایتالیا                                                             |
| ۲۰۰۱ | پرنسس و سلحشور                       | تام تیکور                 | آلمان                                                               |
| ۲۰۰۱ | La comunidad                         | الکس دل‌ایگلسیا            | اسپانیا                                                             |
| ۲۰۰۲ | با او حرف بزن                        | پدرو آلمودوار             | اسپانیا                                                             |
| ۲۰۰۲ | مرد بدون گذشته                       | آکی کوریسماکی             | فنلاند، آلمان، فرانسه                                               |
| ۲۰۰۲ | یکشنبه خونین                         | پل گرینگرس                | ایرلند، بریتانیا                                                    |
| ۲۰۰۲ | همه یا هیچ                           | مایک لی                   | بریتانیا                                                            |
| ۲۰۰۲ | آپارتمان اسپانیایی                   | سدریک کلاپیش              | فرانسه، اسپانیا                                                     |
| ۲۰۰۲ | سوختن در باد                         | سیلویو سولدینی            | ایتالیا، سوئیس                                                      |
| ۲۰۰۲ | پسر                                  | برادران داردن             | بلژیک، فرانسه                                                       |
| ۲۰۰۲ | Grill Point                          | Andreas Dresen            | آلمان                                                               |
| ۲۰۰۲ | لبخند مادر من                        | مارکو بلوکیو              | ایتالیا                                                             |
| ۲۰۰۲ | Minor Mishaps                        | Annette K. Olesen         | دانمارک، سوئد                                                       |
| ۲۰۰۲ | The Best Day of My Life              | کریستینا کومنچینی         | ایتالیا                                                             |
| ۲۰۰۳ | خداحافظ لنین                         | ولفگانگ بکر               | آلمان                                                               |
| ۲۰۰۳ | ۲۸ روز بعد                           | دنی بویل                  | بریتانیا                                                            |
| ۲۰۰۳ | استخر                                | فرانسوا اوزون             | فرانسه، بریتانیا                                                    |
| ۲۰۰۳ | داگویل                               | لارس فون تریر             | دانمارک، سوئد، بریتانیا، فرانسه، آلمان، هلند، نروژ، فنلاند، ایتالیا |
| ۲۰۰۳ | مردی در قطار                         | پاتریس لوکنت              | فرانسه                                                              |
| ۲۰۰۳ | دوشنبه‌ها در آفتاب                    | فرناندو لئون د آرانوا     | اسپانیا                                                             |
| ۲۰۰۳ | نوی زال                              | داگور کری                 | ایسلند                                                              |
| ۲۰۰۳ | Respiro                              | Emanuele Crialese         | ایتالیا                                                             |
| ۲۰۰۳ | اوزاک                                | نوری بیلگه جیلان          | ترکیه                                                               |
| ۲۰۰۳ | داستان‌های آشپزخانه                   | بنت هامر                  | نروژ، سوئد                                                          |
| ۲۰۰۴ | در مقابل دیوار                       | فاتح آکین                 | آلمان، ترکیه                                                        |
| ۲۰۰۴ | کد ۴۶                                | مایکل وینترباتم           | بریتانیا                                                            |
| ۲۰۰۴ | تربیت بد                             | پدرو آلمودوار             | اسپانیا                                                             |
| ۲۰۰۴ | علفزار گریان                         | تئو آنگلوپولوس            | یونان، فرانسه، ایتالیا، آلمان                                       |
| ۲۰۰۴ | خیالباف‌ها                            | برناردو برتولوچی          | ایتالیا، فرانسه، بریتانیا                                           |
| ۲۰۰۴ | Since Otar Left                      | Julie Bertuccelli         | فرانسه، بلژیک                                                       |
| ۲۰۰۴ | چشم‌هایم برای تو                      | ایسیار بولائین            | اسپانیا                                                             |
| ۲۰۰۴ | در واقع عشق                          | ریچارد کرتیس              | بریتانیا                                                            |
| ۲۰۰۴ | Intimate Strangers                   | پاتریس لوکنت              | فرانسه                                                              |
| ۲۰۰۵ | سوفی شول، روزهای آخر                 | Marc Rothemund            | آلمان                                                               |
| ۲۰۰۵ | Night Watch                          | تیمور بکمامبتوف           | روسیه                                                               |
| ۲۰۰۵ | Crimen Ferpecto                      | الکس دل‌ایگلسیا            | اسپانیا                                                             |
| ۲۰۰۵ | یک نامزدی بسیار طولانی               | ژان-پیر ژونه              | فرانسه                                                              |
| ۲۰۰۵ | عشق پاینده                           | راجر میشل                 | بریتانیا                                                            |
| ۲۰۰۵ | جولیا بودن                           | ایشتوان سابو              | مجارستان، کانادا، آمریکا                                            |
| ۲۰۰۵ | پیامدهای عشق                         | پائولو سورنتینو           | ایتالیا                                                             |
| ۲۰۰۵ | As It Is in Heaven                   | Kay Pollak                | سوئد                                                                |
| ۲۰۰۵ | Alles auf Zucker!                    | دنی لوی                   | آلمان                                                               |
| ۲۰۰۵ | ضربان قلب من متوقف شده است           | ژاک اودیار                | فرانسه                                                              |
| ۲۰۰۶ | بازگشت                               | پدرو آلمودوار             | اسپانیا                                                             |
| ۲۰۰۶ | رژه پنگوئن‌ها                         | لوک ژاکه                  | فرانسه                                                              |
| ۲۰۰۶ | غرور و تعصب                          | جو رایت                   | بریتانیا، فرانسه، آمریکا                                            |
| ۲۰۰۶ | والاس و گرومیت: نفرین موجود خرگوش‌نما | نیک پارک، استیو باکس      | بریتانیا                                                            |
| ۲۰۰۶ | Something Like Happiness             | Bohdan Sláma              | جمهوری چک، آلمان                                                    |
| ۲۰۰۶ | Romanzo Criminale                    | میکله پلاچیدو             | ایتالیا                                                             |
| ۲۰۰۶ | اینک بهشت                            | هانی ابواسعد              | فلسطین، هلند، اسرائیل، آلمان، فرانسه                                |
| ۲۰۰۶ | الیور توئیست                         | رومن پولانسکی             | بریتانیا، جمهوری چک، فرانسه، ایتالیا                                |
| ۲۰۰۶ | کریسمس مبارک                         | Christian Carion          | فرانسه، آلمان، بریتانیا، بلژیک، رومانی                              |
| ۲۰۰۶ | Atomised                             | Oskar Roehler             | آلمان                                                               |
| ۲۰۰۶ | سیب‌های آدم                           | Anders Thomas Jensen      | دانمارک                                                             |
| ۲۰۰۶ | بچه                                  | برادران داردن             | بلژیک                                                               |
| ۲۰۰۷ | زن ناشناخته                          | جوزپه تورناتوره           | ایتالیا                                                             |
| ۲۰۰۷ | I Served the King of England         | ییری منتسل                | جمهوری چک، اسلواکی، آلمان، مجارستان                                 |
| ۲۰۰۷ | آخرین پادشاه اسکاتلند                | کوین مک‌دانلد              | بریتانیا، آلمان                                                     |
| ۲۰۰۷ | قصه یک آدمکش                         | تام تیکور                 | آلمان، اسپانیا، فرانسه                                              |
| ۲۰۰۷ | ۱۲:۰۸ شرق بخارست                     | کورنلیو پورومبوی          | رومانی                                                              |
| ۲۰۰۷ | ملکه                                 | استیون فریرز              | بریتانیا                                                            |
| ۲۰۰۷ | زندگی مانند گل سرخ                   | Olivier Dahan             | فرانسه، کانادا                                                      |
| ۲۰۰۷ | Reprise                              | یواخیم تری‌یر              | نروژ                                                                |
| ۲۰۰۷ | کتاب سیاه                            | پل ورهوفن                 | هلند، آلمان، بریتانیا، بلژیک                                        |
| ۲۰۰۷ | Alatriste                            | آگوستین دیاس یانس         | اسپانیا                                                             |
| ۲۰۰۷ | دو روز در پاریس                      | ژولی دلپی                 | فرانسه، آلمان                                                       |
| ۲۰۰۸ | هری پاتر و محفل ققنوس                | دیوید یتس                 | بریتانیا                                                            |
| ۲۰۰۸ | آرئی‌سی                               | ژاومه بالاگرو، پاکو پلاسا | اسپانیا                                                             |
| ۲۰۰۸ | مغول                                 | Sergei Bodrov             | روسیه، مغولستان، قزاقستان                                           |
| ۲۰۰۸ | Rabbit Without Ears                  | تیل شوایگر                | آلمان                                                               |
| ۲۰۰۸ | کفاره                                | جو رایت                   | بریتانیا، فرانسه                                                    |
| ۲۰۰۸ | Bienvenue chez les Ch'tis            | دنی بون                   | فرانسه                                                              |
| ۲۰۰۸ | موج                                  | دنیس گانزل                | آلمان                                                               |
| ۲۰۰۸ | یتیم‌خانه                             | خوان آنتونیو بایونا       | اسپانیا، مکزیک                                                      |
| ۲۰۰۸ | شکار و گردآوری                       | کلود بری                  | فرانسه                                                              |
| ۲۰۰۸ | Ben X                                | Nic Balthazar             | بلژیک، هلند                                                         |
| ۲۰۰۸ | Arn – The Knight Templar             | Peter Flinth              | سوئد، دانمارک، نروژ، فنلاند، آلمان                                  |
| ۲۰۰۸ | Saturn in Opposition                 | فرزان ازپتک               | ایتالیا                                                             |
| ۲۰۰۹ | میلیونر زاغه‌نشین                     | دنی بویل                  | بریتانیا                                                            |
| ۲۰۰۹ | ترانسپورتر ۳                         | الیویر مگاتن              | فرانسه، بریتانیا، آمریکا                                            |
| ۲۰۰۹ | Mid-August Lunch                     | Gianni di Gregorio        | ایتالیا                                                             |
| ۲۰۰۹ | آدم درست را راه بده                  | توماس آلفردسن             | سوئد                                                                |
| ۲۰۰۹ | دختری با خالکوبی اژدها               | Niels Arden Oplev         | سوئد                                                                |
| ۲۰۰۹ | بزن بریم ماه                         | Ben Stassen               | بلژیک، آمریکا                                                       |
| ۲۰۰۹ | دوشس                                 | سال دیب                   | بریتانیا، آمریکا                                                    |
| ۲۰۰۹ | کوکو قبل از شانل                     | آن فونتن                  | فرانسه، بلژیک                                                       |
| ۲۰۰۹ | آغوش‌های گسسته                        | پدرو آلمودوار             | اسپانیا                                                             |
| ۲۰۰۹ | گره بادر ماینهوف                     | اولی ادل                  | آلمان، فرانسه، جمهوری چک                                            |

## دهه ۲۰۱۰
| سال  | فیلم                                             | کارگردان                          | کشور                                          |
| ---- | ------------------------------------------------ | --------------------------------- | --------------------------------------------- |
| ۲۰۱۰ | آقای نوبادی                                      | ژاکو فان دورمال                   | بلژیک، کانادا، فرانسه، آلمان                  |
| ۲۰۱۰ | دختری که با آتش بازی کرد                         | دنیل آلفردسن                      | سوئد                                          |
| ۲۰۱۰ | Soul Kitchen                                     | فاتح آکین                         | آلمان                                         |
| ۲۰۱۰ | باریا                                            | جوزپه تورناتوره                   | ایتالیا                                       |
| ۲۰۱۰ | Loose Cannons                                    | فرزان ازپتک                       | ایتالیا                                       |
| ۲۰۱۰ | یک آموزش                                         | لونه شرفیگ                        | بریتانیا، آمریکا                              |
| ۲۰۱۰ | آگورا                                            | آلخاندرو آمنابار                  | اسپانیا                                       |
| ۲۰۱۰ | سایه‌نویس                                         | رومن پولانسکی                     | بریتانیا، فرانسه، آلمان                       |
| ۲۰۱۰ | کیک-اس                                           | متیو وان                          | بریتانیا، آمریکا                              |
| ۲۰۱۰ | نیکولا کوچولو                                    | Laurent Tirard                    | فرانسه                                        |
| ۲۰۱۱ | سخنرانی پادشاه                                   | تام هوپر                          | بریتانیا                                      |
| ۲۰۱۱ | Animals United                                   | Reinhard Klooss, Holger Tappe     | آلمان                                         |
| ۲۰۱۱ | Even the Rain                                    | ایسیار بولائین                    | اسپانیا، مکزیک، فرانسه                        |
| ۲۰۱۱ | در یک دنیای بهتر                                 | سوزان بیر                         | دانمارک، سوئد                                 |
| ۲۰۱۱ | دروغ‌های مصلحتی کوچک                              | گیوم کنه                          | فرانسه                                        |
| ۲۰۱۱ | Potiche                                          | فرانسوا اوزون                     | فرانسه، بلژیک                                 |
| ۲۰۱۱ | ناشناس                                           | ژاومه کویت-سرا                    | بریتانیا، آلمان، فرانسه، آمریکا، کانادا، ژاپن |
| ۲۰۱۱ | Benvenuti al Sud                                 | Luca Miniero                      | ایتالیا                                       |
| ۲۰۱۲ | Come as You Are                                  | Geoffrey Enthoven                 | بلژیک                                         |
| ۲۰۱۲ | آرتیست                                           | میشل آزاناویسوس                   | فرانسه                                        |
| ۲۰۱۲ | باربارا                                          | کریستین پتزولد                    | آلمان                                         |
| ۲۰۱۲ | بهترین هتل عجیب مریگولد                          | جان مدن                           | بریتانیا                                      |
| ۲۰۱۲ | سزار باید بمیرد                                  | برادران تاویانی                   | ایتالیا                                       |
| ۲۰۱۲ | Headhunters                                      | مورتن تیلدام                      | نروژ                                          |
| ۲۰۱۲ | در تاریکی                                        | آگنیشکا هولاند                    | لهستان، آلمان، کانادا                         |
| ۲۰۱۲ | دست‌نیافتنی‌ها                                     | اولیویه ناکاش و اریک تولدانو      | فرانسه، آمریکا                                |
| ۲۰۱۲ | بانوی آهنی                                       | فیلیدا لوید                       | بریتانیا، فرانسه                              |
| ۲۰۱۲ | صید ماهی آزاد در یمن                             | لاسه هالستروم                     | سوئد                                          |
| ۲۰۱۲ | شرم                                              | استیو مک‌کوئین                     | بریتانیا                                      |
| ۲۰۱۲ | بندزن خیاط سرباز جاسوس                           | توماس آلفردسن                     | بریتانیا، فرانسه، آلمان                       |
| ۲۰۱۳ | The Gilded Cage                                  | Ruben Alves                       | فرانسه، پرتغال                                |
| ۲۰۱۳ | آنا کارنینا                                      | جو رایت                           | بریتانیا                                      |
| ۲۰۱۳ | بهترین پیشنهاد                                   | جوزپه تورناتوره                   | ایتالیا                                       |
| ۲۰۱۳ | فروپاشی حلقه شکسته                               | فیلیکس ون گرینینگن                | بلژیک                                         |
| ۲۰۱۳ | The Deep                                         | بالتاسار کورماکور                 | ایسلند                                        |
| ۲۰۱۳ | خیلی هیجان‌زده‌ام                                  | پدرو آلمودوار                     | اسپانیا                                       |
| ۲۰۱۳ | غیرممکن                                          | خوان آنتونیو بایونا               | اسپانیا                                       |
| ۲۰۱۳ | کن-تیکی                                          | یواخیم رانینگ، اسپن سندبرگ        | نروژ، دانمارک، سوئد، بریتانیا، آلمان          |
| ۲۰۱۳ | آنچه ما نیاز داریم عشق است                       | سوزان بیر                         | دانمارک، سوئد، ایتالیا، فرانسه، آلمان         |
| ۲۰۱۳ | یک قهوه در برلین                                 | Jan Ole Gerster                   | آلمان                                         |
| ۲۰۱۳ | در جستجوی شوگرمن                                 | مالک بنجلول                       | سوئد، بریتانیا                                |
| ۲۰۱۴ | ایدا                                             | پاوو پاولیکوفسکی                  | لهستان، دانمارک                               |
| ۲۰۱۴ | دیو و دلبر                                       | کریستف گان                        | فرانسه، آلمان                                 |
| ۲۰۱۴ | نیمفومانیاک                                      | لارس فون تریر                     | دانمارک، بلژیک، فرانسه، آلمان                 |
| ۲۰۱۴ | فیلومنا                                          | استیون فریرز                      | بریتانیا، آمریکا                              |
| ۲۰۱۴ | پیرمرد صدساله‌ای که از پنجره فرار کرد و ناپدید شد | Felix Herngren                    | سوئد                                          |
| ۲۰۱۴ | دو روز، یک شب                                    | برادران داردن                     | بلژیک، ایتالیا، فرانسه                        |
| ۲۰۱۵ | لجن‌زار                                           | آلبرتو رودریگز لیبره‌رو            | اسپانیا                                       |
| ۲۰۱۵ | کبوتری برای تأمل در باب هستی روی شاخه نشست       | روی آندرشون                       | سوئد، آلمان، فرانسه، نروژ                     |
| ۲۰۱۵ | فورس ماژور                                       | روبن اوستلوند                     | سوئد، نروژ، فرانسه، دانمارک                   |
| ۲۰۱۵ | لویاتان                                          | آندری زویاگینتسف                  | روسیه                                         |
| ۲۰۱۵ | سامبا                                            | اولیویه ناکاش و اریک تولدانو      | فرانسه                                        |
| ۲۰۱۵ | Serial (Bad) Weddings                            | Philippe de Chauveron             | فرانسه                                        |
| ۲۰۱۵ | بازی تقلید                                       | مورتن تیلدام                      | بریتانیا، ایالات متحده آمریکا                 |
| ۲۰۱۵ | نمک زمین                                         | ویم وندرس، خولیانو ریبیرو سالگادو | فرانسه                                        |
| ۲۰۱۵ | ویکتوریا                                         | Sebastian Schipper                | آلمان                                         |
| ۲۰۱۵ | خدای سفید                                        | کورنل موندروتسو                   | مجارستان، سوئد، آلمان                         |
| ۲۰۱۶ | body                                             | Małgorzata Szumowska              | لهستان                                        |
| ۲۰۱۶ | مردی به نام اوه                                  | هانس هولم                         | سوئد، نروژ                                    |
| ۲۰۱۶ | یک جنگ                                           | توبیاس لیندهولم                   | دانمارک                                       |
| ۲۰۱۶ | آفریم!                                           | رادو ژوده                         | رومانی، بلغارستان، جمهوری چک                  |
| ۲۰۱۶ | آتش در دریا                                      | جانفرانکو رزی                     | ایتالیا، فرانسه                               |
| ۲۰۱۶ | جولیتا                                           | پدرو آلمودوار                     | اسپانیا                                       |
| ۲۰۱۶ | اسب وحشی                                         | دنیز گامزه ارگوون                 | فرانسه، آلمان، ترکیه                          |
| ۲۰۱۶ | اسپکتر                                           | سم مندس                           | بریتانیا                                      |
| ۲۰۱۶ | عهد کاملاً جدید                                   | ژاکو وان دورمال                   | بلژیک، فرانسه، لوکزامبورگ                     |
| ۲۰۱۶ | دختر دانمارکی                                    | تام هوپر                          | بریتانیا                                      |
| ۲۰۱۶ | The High Sun                                     | Dalibor Matanić                   | کرواسی، اسلوونی، صربستان                      |
| ۲۰۱۶ | خرچنگ                                            | یورگوس لانتی‌موس                   | بریتانیا، ایرلند، یونان، فرانسه، هلند         |